# Benvingut a casa
Benvingut a casa (títol original: Welcome Home) és una pel·lícula dramàtica americana dirigida per Franklin J. Schaffner, estrenada l'any 1989. Es tracta de la seva última pel·lícula. Ha estat doblada al català.

## Argument
Gairebé vint anys després de ser declarat "desaparegut en combat" durant la guerra del Vietnam, Jake Robbins torna als Estats Units. Una benedicció per al seu pare, que veu el seu fill ressuscitar d'entre els morts. Un espinós dilema per a la seva vídua, que s'ha tornat a casar i té un fill del seu segon matrimoni. La tensió augmenta quan Jake exigeix ajuda a les autoritats militars per localitzar la dona i al fill que ha deixat a Cambodja.

## Repartiment
- Kris Kristofferson
- JoBeth Williams
- Sam Waterston
- Brian Keith
- John Marshall Jones